# Atractocerops aldrichi
Atractocerops aldrichi är en tvåvingeart som först beskrevs av Louis-Paul Mesnil 1952.  Atractocerops aldrichi ingår i släktet Atractocerops och familjen parasitflugor. Inga underarter finns listade i Catalogue of Life.